# Saurauia solitaria
Saurauia solitaria är en tvåhjärtbladig växtart som beskrevs av Herman Otto Sleumer. Saurauia solitaria ingår i släktet Saurauia och familjen Actinidiaceae. Inga underarter finns listade i Catalogue of Life.